# Percodermus
Percodermus is een geslacht van kevers uit de familie van de loopkevers (Carabidae). De wetenschappelijke naam van het geslacht is voor het eerst geldig gepubliceerd in 1920 door Sloane.

## Soorten
Het geslacht Percodermus is monotypisch en omvat slechts de volgende soort:
- Percodermus niger Sloane, 1920